# Tanque ligero

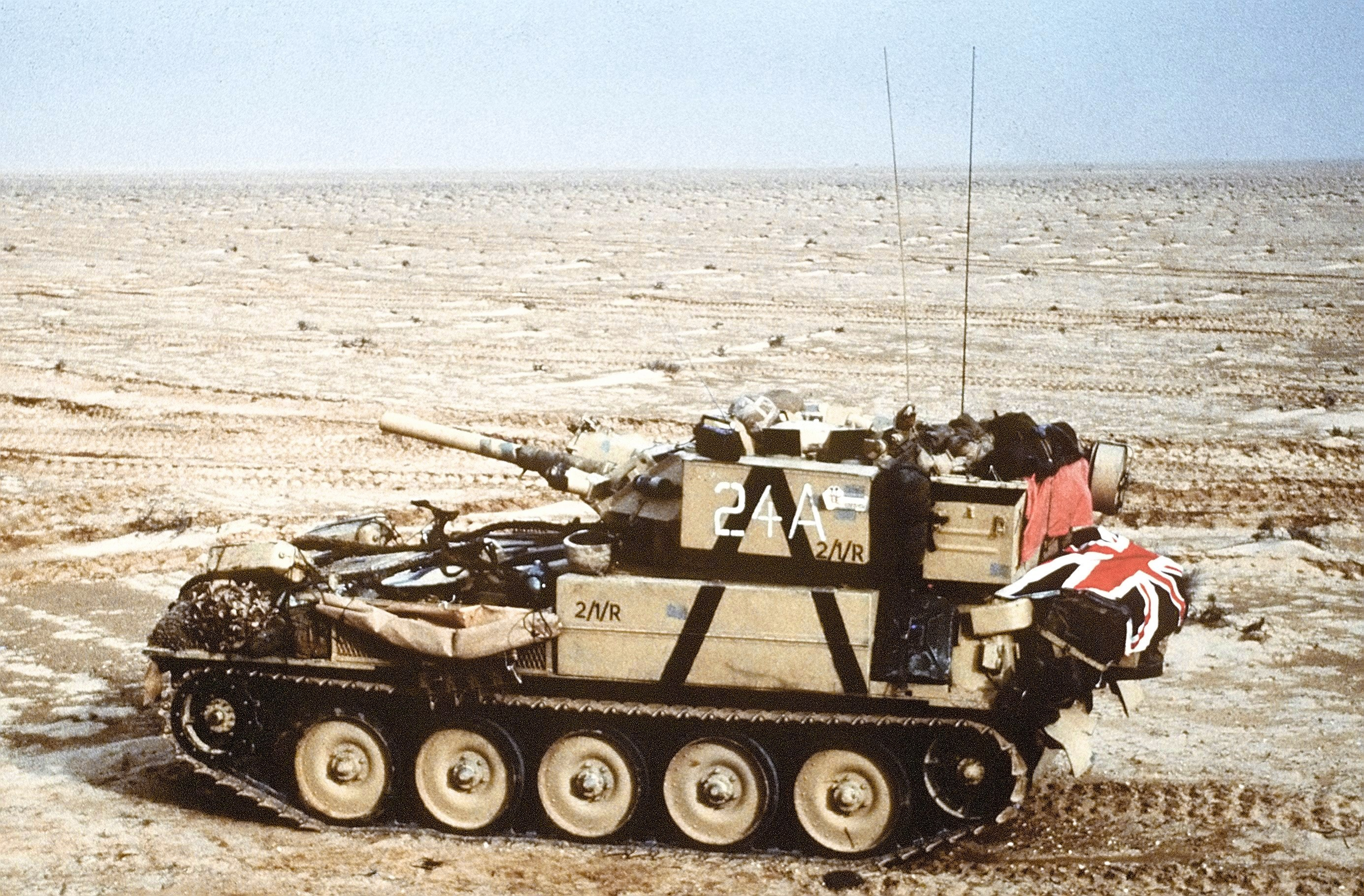
Un FV101 Scorpion británico avanzando por el desierto durante la Guerra del Golfo en 1991.

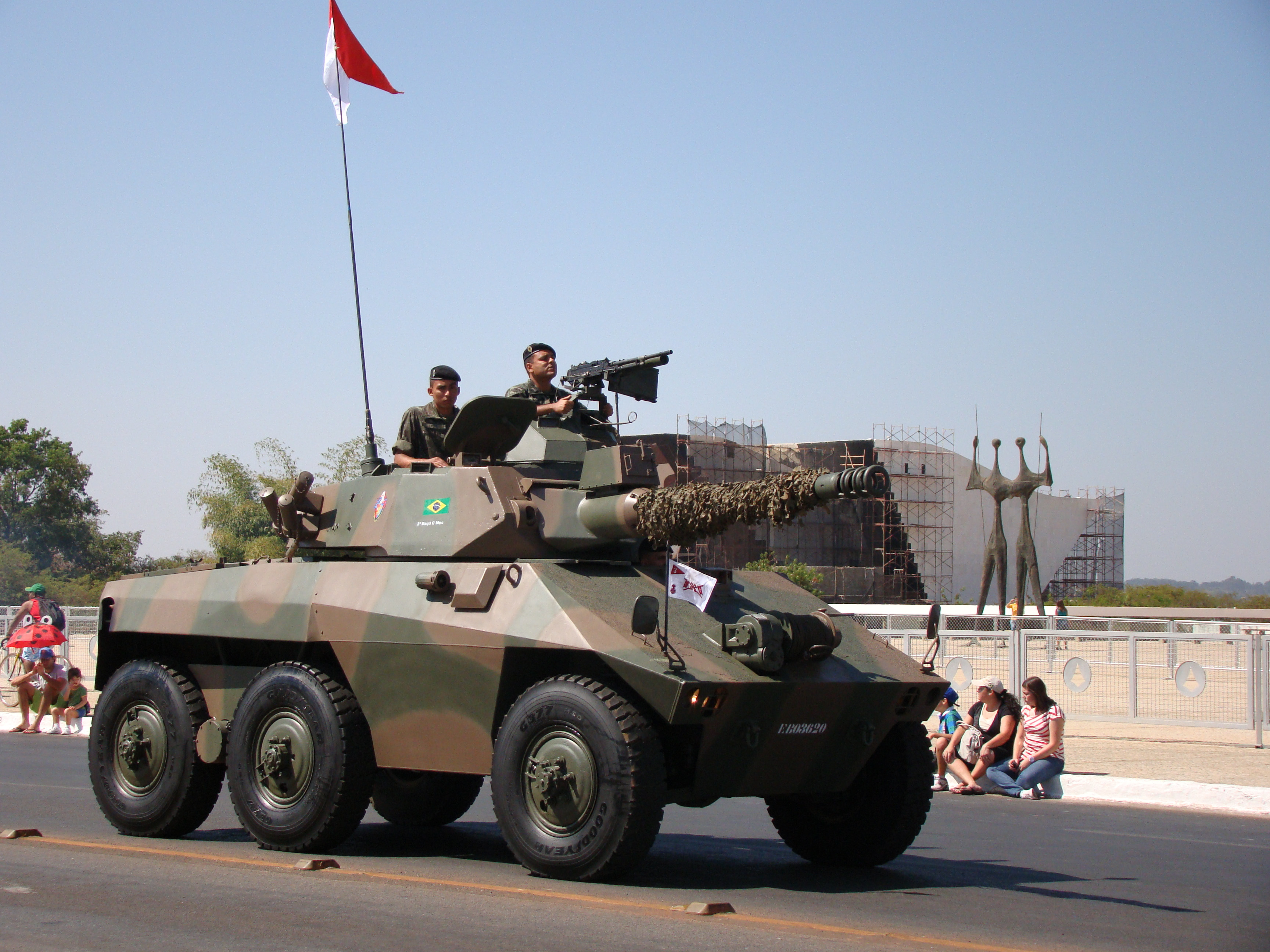
Un EE-09 Cascavel brasileño durante un desfile militar en 2010.

Un tanque o carro de combate ligero es un tipo de carro de combate inicialmente diseñado para movimiento rápido, y en la actualidad empleado principalmente en conflictos de baja intensidad. Los primeros tanques ligeros generalmente estaban armados y blindados de forma similar a un automóvil blindado, pero usaban orugas con el fin de proporcionar una mejor movilidad a través del campo.
El tanque ligero era un elemento importante de los arsenales previos a la Segunda Guerra Mundial, donde se esperaba que pudiera ser usado para romper las líneas enemigas. Durante ese período se desarrollaron numerosos diseños de tanques pequeños y tanquetas conocidos por distintos nombres, incluyendo coche de combate y tanque de crucero. Esos diseños eran útiles en una época en la que la infantería no disponía de armas antitanque efectivas, pero en gran parte fueron obligados a abandonar el campo de batalla con la llegada de nuevas armas.
Desde entonces el carro de combate ligero viene siendo usado en una serie de funciones de "baja intensidad" incluyendo más bien misiones de apoyo de fuego, exploración y reconocimiento que de combate. Muchas fuerzas armadas ya no adquieren tanques ligeros o sólo los despliegan en ámbitos especializadas como la guerra anfibia o aerotransportada. Sin embargo, en esos roles han sido ampliamente reemplazados por vehículos de ruedas que montan armas similares.

## Historia

### Primera Guerra Mundial

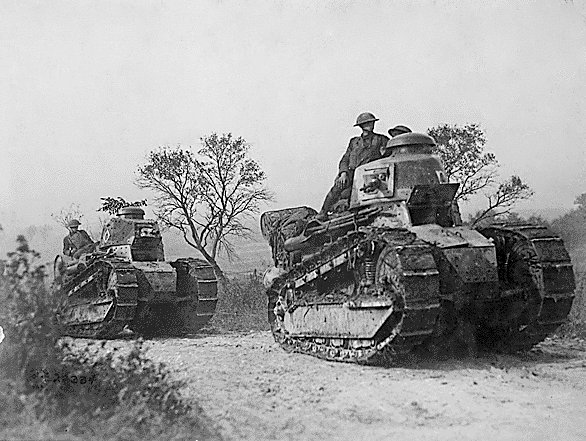
Tanques Renault FT-17 operados por tropas estadounidenses en Francia, 1918.

Con los avances en la fabricación de vehículos, en la Primera Guerra Mundial aparecen los primeros tanques. Mientras que el Reino Unido se decantó por el pesado Mark I, en cambio Francia tomó un rumbo diferente con la fabricación del pequeño Renault FT-17, siendo este el primer tanque en incorporar una torreta montada en la parte superior con rotación completa, además es considerado como el primer tanque moderno debido a que hasta ese momento la tripulación compartía un ambiente único ganándose el apodo de "tanques caja", sin embargo con la llegada del FT-17 aparece una nueva organización, usada hasta la actualidad por la mayoría de tanques, con el conductor al frente, el cañón y el armamento principal en una torreta rotatoria en la parte superior y el motor en la parte trasera. El FT-17 fue extremadamente popular y fue vendido a varias naciones alrededor del mundo.

### Período de entreguerras

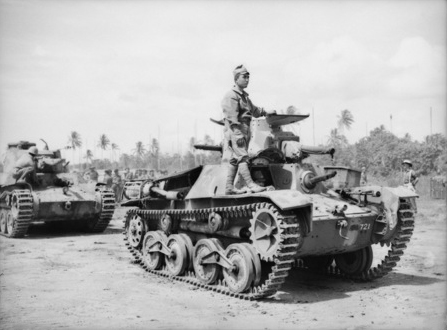
Tanques Tipo 95 Ha-Go japoneses.

En 1928, la compañía británica Vickers produjo el Vickers 6-ton, que aunque no fue comprado por el ejército británico y solo tuvo ventas a algunas naciones pequeñas, fue la base para el diseño del tanque soviético T-26 y el polaco 7TP, además de influenciar al italiano Fiat M11/39. Posteriormente el diseño también influenciaría a otros tanques británicos.
Por otro lado los franceses produjeron tanques innovadores y con buena protección pero que adeudaban parte de su diseño a tanques extranjeros. Otros problemas fueron la falta de poder de fuego y la sobrecarga de trabajo a la que era sometido la única persona en su torreta, incluso en los tanques más grandes como el Char B1, quién en vez de dirigir el vehículo, se distraía en la carga, recarga y en apuntar el cañón. Los tanques franceses también carecían de suficientes radios debido a que la doctrina francesa de paso lento con movimientos deliberados pero siguiendo de cerca los planes y que las tropas estaban para cumplir las órdenes de los comandantes y no para tomar la iniciativa, por lo que inicialmente no se sintió la falta de las radios y solo se hizo un esfuerzo tardío para aumentar la flexibilidad y el número de estas en 1939.
Los Estados Unidos produjeron solo pequeñas cantidades de tanques en este periodo, llegando a fabricar solo 15 tanques desde el fin de la Primera Guerra Mundial hasta 1935 y solo unos pocos cientos hasta el final de este periodo. La mayoría de estos tanques eran copias de otros modelos extranjeros o diseños privados de baja calidad. Los diseños de John Walter Christie fueron de los pocos en mostrar innovación, pero el ejército estadounidense solo adquirió 3 modelos. La principal razón para esto fue las limitaciones en el presupuesto del ejército, por lo que este se centró más en el desarrollo y prueba de nuevas tecnologías y componentes para sus tanques, lo que al final resultaría siendo positivo con el inicio de la Segunda Guerra Mundial.
En Japón, se desarrolló el Tipo 89 I-Go en un experimento sobre la guerra mecanizada con una unidad que combinaba la infantería con tanques. El modelo final resultó muy pesado y su armadura ligera, pero fue de mucha utilidad en la segunda guerra sino-japonesa. Para corregir el problema del peso se diseñó el Tipo 95 Ha-Go que resultó ser mucho más ágil pero seguía careciendo de suficiente blindaje.

### Segunda Guerra Mundial

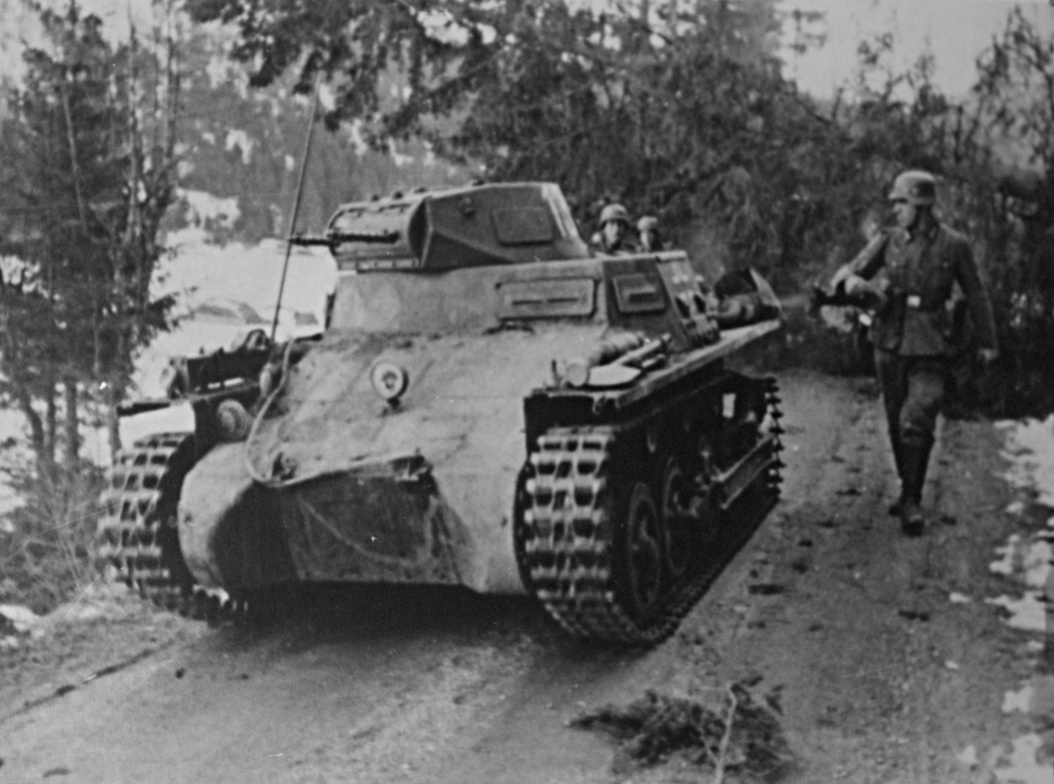
Panzer I alemán durante la invasión de Noruega.

Al inicio de la Segunda Guerra Mundial el ejército alemán no era tan impresionante como lo sería posteriormente, por lo que durante las invasiones de Polonia y Francia las fuerzas alemanas estaban principalmente armadas con tanques ligeros como el Panzer I y el Panzer II, siendo el primero algo mejor a un vehículo de entrenamiento armado solamente con ametralladoras y el segundo con un cañón de 20 mm. Las divisiones blindadas alemanas también contaban con algunos tanques ligeros de diseño checo como el LT vz.35, conocido como Pz.Kpfw.35(t), o el Panzer 38(t).

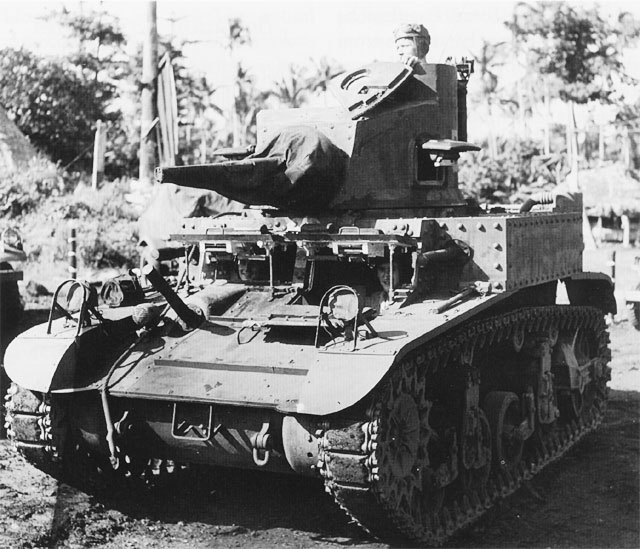
Tanque ligero M3 Stuart a prueba en Tutuila, Samoa Americana, en el verano de 1942.

Del lado estadounidense los tanques M2 eran muy confiables y tenían una buena movilidad, pero debido a su gran silueta pocos llegaron a combatir. Como evolución de este apareció el M3 Stuart, con un mejor blindaje y un cañón de 37 mm, siendo usado por Estados Unidos y sus aliados tanto en el norte de África y Europa como en las islas y costas del Océano Pacífico. Esto es a pesar del hecho de que el M3 era superior o comparable en la mayoría de los tanques ligeros utilizados por las fuerzas del Eje. El tanque alemán más numeroso, el Panzer III Ausf G, tenía un blindaje y velocidad casi idénticas al M3, y ambos cañones de dichos tanques podían penetrar el blindaje delantero del otro tanque desde más de 1.000 m. El tanque italiano más numeroso, el Fiat M13/40, era mucho más lento que el Stuart, tenía una armadura ligeramente más débil y no podía penetrar el casco delantero o el blindaje de la torreta a 1.000 metros. mientras que el cañón de Stuart podría penetrar cualquier punto al M13/40.
El ejército japonés hizo un uso extensivo de sus tanques ligeros debido a las condiciones del terreno en el que peleaban, obteniendo mejor movilidad en las selvas con los modelos pequeños que con tanques más grandes, sin embargo, su producción se vio afectada por la falta de hierro que fue destinado a la fabricación de barcos antes que a la de tanques.

### Guerra Fría

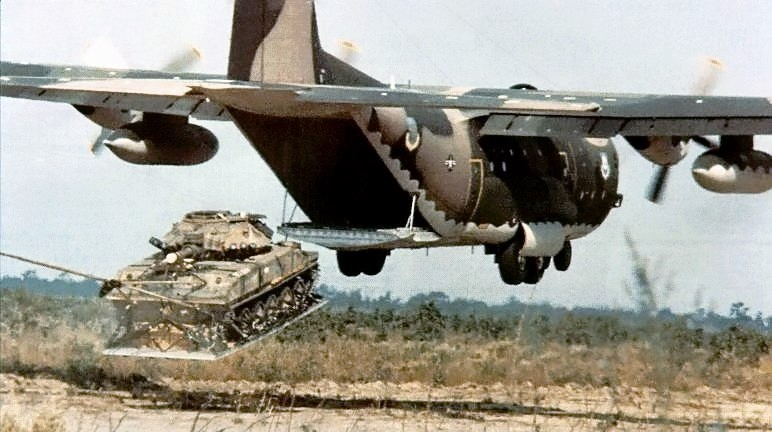
Un C-130 desplegando un M551 Sheridan en modo LAPES.

Durante la Guerra Fría se siguieron construyendo tanques ligeros, pero solo para ocupar papeles menores en el ejército como el reconocimiento anfibio, apoyo a fuerzas aerotransportadas y en unidades de intervención rápida que no tenían pensado encarar en combate a los tanques más pesados. Los mejores ejemplos de este tipo de tanques fueron el soviético PT-76 y el estadounidense M551 Sheridan, los cuales estaban diseñados como vehículos anfibios capaces de atacar otros vehículos de reconocimiento pero con una débil armadura, además de esto, el modelo estadounidense también podía ser aerotransportado y lanzado tanto con paracaídas como en LAPES. El británico FV101 Scorpion también apareció en esta época para brindar apoyo a otros vehículos de reconocimiento.

### Después de la Guerra Fría

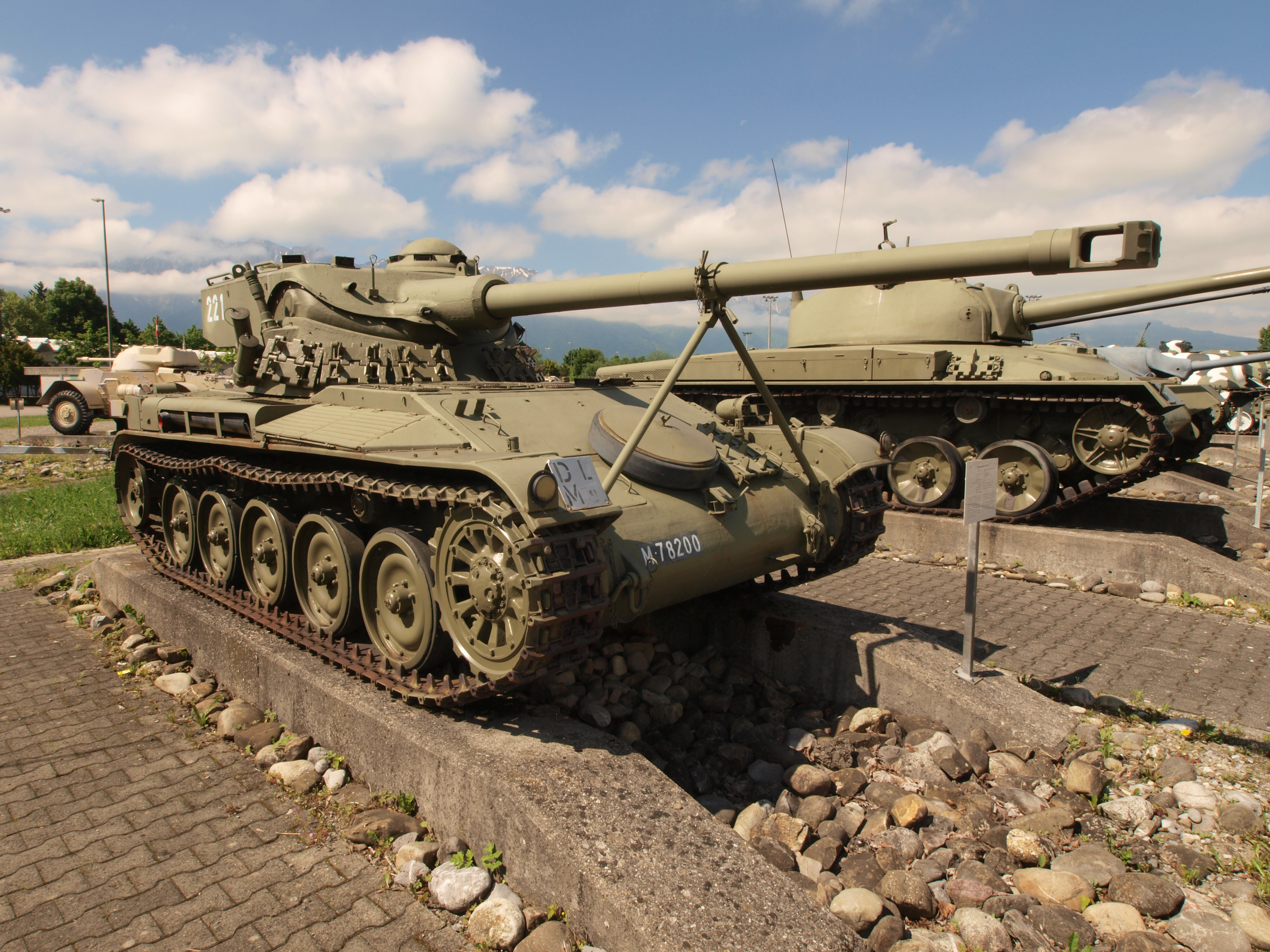
Antiguo AMX 13 de las Fuerzas Armadas Suizas.

Los tanques ligeros continúan jugando un papel pequeño en la guerra moderna, y aunque han perdido terreno a favor de los  automóviles blindados, que son más baratos y rápidos aunque con menor armadura, aún siguen siendo parte importante de muchos ejércitos, en especial en divisiones aerotransportadas o dónde debido a la falta de recursos no es posible la adquisición de tanques de combate principal (MBT). Sin embargo otras naciones aún prefieren este tipo de tanques debido especialmente al terreno, como en el Sudeste de Asia, partes de África y en otras naciones con extensas selvas como Brasil o Ecuador, donde la movilidad, maniobrabilidad y peso de los tanques ligeros los hace ser una mejor opción ante otro tipo de vehículos que no podrían atravesar las selvas con la misma facilidad por su tamaño o quedarían atascados en el lodo por su peso.

## Papel y tareas
Aunque antes los carros de combate ligeros llegaron a ser la principal fuerza blindada de muchos ejércitos, con las asignaciones correspondientes; poco a poco fue perdiendo espacio cuando los tanques más pesados se volvieron más móviles y su armamento más poderoso. De esta manera en la guerra moderna los carros ligeros cumplen principalmente tareas de reconocimiento y apoyo a los carros de combate principal (MBT por sus siglas en inglés) y a blindados de infantería cuando las mayores amenazas ya han sido eliminadas. También son útiles en ambientes de difícil acceso o con poco espacio, como selvas, donde otros vehículos tendrían dificultades para seguir.